# Cópula gaussiana
A Cópula gaussiana, Cópula normal ou distribuição normal multivariada pode ser usada para construir uma família de cópulas através da mudança de variáveis indicada na introdução. Ela foi inventada pelo chinês David X. Li no ano 2000 para simplificar o cálculo de risco de determinado investimento financeiro, o que fez ele levar o nobel de economia do mesmo ano. A fórmula foi considerada uma das causas das crises do século XXI por ter induzido ao erro as agências de risco.

## Fórmula
A família de cópulas parametrizadas é obtida pelos coeficientes {\displaystyle n(n-1)/2} independentes da matriz de correlação. A cópula gaussiana ou normal será portanto dada por:
{\displaystyle C_{\hat {\Sigma }}(\mathbf {u} )={\frac {1}{\left[2\pi \det({\hat {\Sigma }})\right]^{\frac {n}{2}}}}\int _{-\infty }^{\Phi ^{-1}\left(u_{1}\right)}\int _{-\infty }^{\Phi ^{-1}\left(u_{2}\right)}\cdots \int _{-\infty }^{\Phi ^{-1}\left(u_{n}\right)}dx_{1}dx_{2}\ldots dx_{n}\exp \left[-{\frac {1}{2}}\mathbf {x} ^{\mathrm {T} }{\hat {\Sigma }}^{-1}\mathbf {x} \right]}
em que:
- {\displaystyle {\hat {\Sigma }}={\begin{bmatrix}1&\rho _{1,2}&\cdots &\rho _{1,n}\\\rho _{2,1}&1&\cdots &\rho _{2,n}\\\vdots &\vdots &\ddots &\vdots \\\rho _{n,1}&\rho _{n,2}&\cdots &1\end{bmatrix}}} é a matriz de correlação que parametriza a cópula e

- {\displaystyle \Phi (x)={\frac {1}{2}}+{\frac {1}{2}}\mathrm {erf} \left({\frac {x}{\sqrt {2}}}\right)} é a distribuição cumulativa de uma variável com distribuição normal padronizada e {\displaystyle \operatorname {erf} (x)} é a função erro.

No caso bivariado ficamos com:
{\displaystyle C_{\rho }\left(u,v\right)={\frac {1}{2\pi {\sqrt {1-\rho ^{2}}}}}\int _{-\infty }^{\Phi ^{-1}\left(u\right)}dx\int _{-\infty }^{\Phi ^{-1}\left(v\right)}dy\exp \left(-{\frac {1}{2(1-\rho ^{2})}}\left[{x^{2}+y^{2}}-2\rho xy\right]\right)}
onde {\displaystyle \rho } é a correlação que parametriza a cópula.
A cópula normal se reduz à cópula produto quando a matriz de correlação é diagonal, i. e., quando todas as correlações são nulas.
O modelo tem sido criticado por ser bastante impreciso em seu uso na ciência econômica. O gerente de fundos financeiros, Nassim Nicholas Taleb escreveu em seu livro The Black Swan que as pessoas ficaram tão deslumbradas pela fórmula que não perceberam seus defeitos.